# Anahita centralis
Anahita centralis là một loài nhện trong họ Ctenidae.
Loài này thuộc chi Anahita. Anahita centralis được Pierre L. G. Benoit miêu tả năm 1977.